# Piper perpusillum
Piper perpusillum är en pepparväxtart som beskrevs av R. Callejas. Piper perpusillum ingår i släktet Piper och familjen pepparväxter. Inga underarter finns listade i Catalogue of Life.